# Вила Мадалена
Вила Мадалена (на португалски: Vila Madalena) е квартал в район Пиньейрос в западната част на град Сао Пауло, Бразилия.
Кварталът е познат с динамичния си нощен живот и се слави като център на бохемската култура и изкуство в Сао Пауло. Известен е с няколкото художествени галерии и студия, калейдоскоп от ресторанти и барове, както и с впечатляващите си графити по улиците и алеите.